# Панчарево (община Пехчево)
Панча́рево (мак. Панчарево) — село у Північній Македонії, яке входить до общини Пехчево, що в Східному регіоні країни.
Громада складається з — 375 осіб (перепис 2002) і всі македонці. Село розкинулося в гірській місцевості (середні висоти — 910 метрів) історико-географічної місцини Мелешево.